# Wilson megye (Tennessee)
Wilson megye az Amerikai Egyesült Államokban, azon belül Tennessee államban található. Megyeszékhelye Lebanon, legnagyobb városa Mount Juliet. Lakosainak száma 147 737 fő (2020. április 1.). Wilson megye Smith, DeKalb, Cannon, Rutherford, Davidson, Sumner és Trousdale megyékkel határos.

## Népesség
A megye népességének változása:
| Lakosok száma | 114 629 | 116 758 | 119 058 | 121 945 | 128 911 | 147 737 |
|               | 2010    | 2011    | 2012    | 2013    | 2015    | 2020    |